# Francisco Javier Mauleón
Francisco Javier Mauleón Unsuain (Vitoria, 19 settembre 1965) è un ex ciclista su strada spagnolo di origine basca, professionista dal 1988 al 1998.

## Palmarès

### Strada
- 1987 (Dilettanti, due vittorie)

Classifica generale Circuito Montañés
Classifica generale Cinturó de l'Empordà
- 1988 (KAS-Canal 10, una vittoria)

Classifica generale Vuelta a Aragón
- 1989 (CLAS-Cajasur, una vittoria)

3ª tappa Vuelta a Burgos
- 1992 (CLAS-Cajasur, una vittoria)

14ª tappa Vuelta a España (Cangas de Onís > Monte Naranco)
- 1996 (Mapei-GB, una vittoria)

Subida al Naranco

#### Altri successi
- 1997 (ONCE)

Criterium Pamplona

## Piazzamenti

### Grandi Giri
- Giro d'Italia

1990: 25º
1995: 19º
- Tour de France

1991: 55º
1992: 19º
1993: 26º
1995: ritirato (10ª tappa)
1997: 85º
1998: non partito (18ª tappa)
- Vuelta a España

1989: 61º
1990: 47º
1991: 21º
1992: 9º
1993: 20º
1996: 18º
1997: 67º

### Classiche monumento
- Giro di Lombardia

1996: 27º

### Competizioni mondiali
- Campionati del mondo

Ronse 1988 - In linea Professionisti: ritirato
Utsunomiya 1990 - In linea Professionisti: ritirato
Benidorm 1992 - In linea Professionisti: 74º
Oslo 1993 - In linea Professionisti: 41º
Duitama 1995 - In linea Elite: ritirato
Lugano 1996 - In linea Elite: 17º